# Lídiya Serguiyévskaya
Lydia Palladievna Sergievskaya en ruso: Лидия Палладиевна Сергиевская (Shirogore, provincia de Vologda, 6 de marzojul./ 18 de marzo de 1897greg.- Tomsk, Rusia, 21 de septiembre de 1970) fue una botánica, doctora en ciencias biológicas y profesora rusa. Realizó extensas expediciones botánicas por el Asia Central, en 1914 organizada por la "Sociedad Estatal de Migraciones"; y otra expedición entre 1931 a 1932 por el "Instituto del Caucho & Gutapercha".

## Biografía
Nació en la familia de un sacerdote. Se graduó de la escuela diocesana de Tomsk. En 1920, se graduó de la Facultad de Ciencias Naturales, Física y Matemática de la Universidad de Siberia de la Mujer. Desde 1921, trabajó en la Universidad Estatal de Tomsk (TSU), encargada junior del herbario. Desde 1931 - Curadora Senior del Herbario de la Universidad de Tomsk. Obtuvo en 1938, el doctorado en Ciencias Biológicas, obteniendo ser profesora asociada, del Departamento de Taxonomía Vegetal de la Universidad Estatal de Tbilisi (1942).
Fue discípula de Krylov. Participó en la recogida de material para hacer el trabajo de seis volúmenes de "Flora del Oeste de Siberia". Investigó plantas siberianas como la espuela de caballero alta Delphínium elátum. Docenas descritas de nuevas especies de plantas, entre los que está Eritrichium uralense Serg. 1964.

## Honores

### Eponimia
- (Asteraceae) Achillea sergievskiana Shaulo & Shmakov[6]

- (Poaceae) Poa sergievskajae Prob.[7]

- (Rosaceae) Rosa sergievskiana Polozhij & T.A.Prozorova[8]

- (Rosaceae) Potentilla sergievskajae Peschkova[9]

- (Scrophulariaceae) Veronica sergievskiana Polozhij[10]

- La abreviatura «Serg.» se emplea para indicar a Lídiya Serguiyévskaya como autoridad en la descripción y clasificación científica de los vegetales.[11]